# Fidelia braunsiana
Fidelia braunsiana är en biart som beskrevs av Heinrich Friese 1905. Fidelia braunsiana ingår i släktet Fidelia och familjen buksamlarbin. Inga underarter finns listade i Catalogue of Life.